# جان آسپین
جان آسپین (انگلیسی: John Aspin; ۲۱ مارس ۱۸۷۲ – ۱۹ فوریهٔ ۱۹۶۰) قایقران قایق بادبانی اهل بریتانیا بود.